# Gęstość sieci rzecznej
Gęstość sieci rzecznej – miara wielkości drenażu powierzchniowego, zależna od liczby i długości cieków na danym obszarze, której wskaźnikami mogą być:
- Średnia gęstość sieci rzecznej {\displaystyle (D),} wyrażana wzorem:

{\displaystyle D={\frac {\sum {Li}}{A}},}
gdzie {\displaystyle \sum {Li}} oznacza sumę długości cieków różnego rzędu, a {\displaystyle A} pole powierzchni danego obszaru, np. dorzecza.
- Wskaźnik częstości cieków {\displaystyle (F_{u}),} wyrażany wzorem:

{\displaystyle F_{u}={\frac {\sum {Ni}}{A}},}
gdzie {\displaystyle \sum {Ni}} oznacza sumę liczby cieków różnego rzędu, a {\displaystyle A} pole powierzchni zlewni.
- Wskaźnik struktury sieci rzecznej {\displaystyle (T_{u}),} wyrażany wzorem:

{\displaystyle T_{u}={\frac {\sum {Li}}{P}},}
gdzie {\displaystyle P} oznacza długość działu wodnego.